# Le Cabaret de la dernière chance
Le Cabaret de la dernière chance, également paru sous le titre : John Barleycorn : le Cabaret de la dernière chance  (titre original : John Barleycorn) est un roman autobiographique de l'écrivain américain Jack London publié aux États-Unis en 1913. En France, il a paru pour la première fois en 1928.

## Présentation
Dans Le Cabaret de la dernière chance, l'auteur raconte sa lutte contre l’alcoolisme, personnifiée par John Barleycorn. Le titre, emprunté à une chanson traditionnelle écossaise, signifie littéralement : « Jean Grain d’Orge », soit l’orge à partir de laquelle est fabriqué le whisky. 

## Éditions

### Éditions en anglais
- John Barleycorn, en feuilleton dans The Saturday Evening Post, de mars à mai 1913.
- John Barleycorn, un volume chez  The Macmillan Co, New York, août 1913.

### Traductions en français
- Mémoires d’un buveur, traduit par Fanny Guillermet, Neuchâtel, Suisse, Attinger Frères, vers 1918.
- Le Cabaret de la dernière chance, traduit par Louis Postif, Paris, Georges Crès et Cie, 1928. (Version complète : 66 500 mots contre 65 500 mots dans l'original)
- John Barleycorn, traduit par Philippe Jaworski, Gallimard, 2016[4].